# 柳多元治郎
柳多 元治郎（やなぎだ げんじろう、元治元年（1864年）3月10日 - 昭和8年（1933年）12月20日）は、日本の剣道家。流派は一刀正伝無刀流。称号は大日本武徳会剣道範士。旧姓は甲田。

## 経歴

### 青年期
仙台藩士・甲田一二の長男として涌谷（現 宮城県遠田郡涌谷町）に生まれる。虚弱児であったが絵画に秀で、彼が描いた凧絵には買い手がついて家計の足しになることもあった。
明治12年（1879年）、一二は機屋を開業するが元治郎は家業を継がず、画家を志して明治14年（1881年）早春に上京する。同年、持病の胃腸病で倒れるが、同郷の内務官僚・竹内寿貞の手配で順天堂医院に入院。院長の佐藤進の執刀により一命を取り留める。

### 無刀流剣道
その後竹内の私塾同舟社の塾生となり、竹内の知人山岡鉄舟（一刀正伝無刀流開祖）に入門。厳しい剣術稽古で鍛えられ身体がたくましくなり、立ち切りをも達成する。
明治22年（1889年）4月、島根県知事で鉄舟の高弟の籠手田安定の招きで島根県御用掛となり、籠手田邸の道場興雲館の助教を務める。このころ松江市において、旧松江藩家老柳多家の長女律子と結婚し婿養子となって柳多姓となり、同家の家督を継ぐ。
明治25年（1892年）11月1日、島根県尋常中学校に赴任し、5年間勤務。その後岐阜県岐阜中学校に転じて17年間勤務する。大正3年（1914年）4月、東北帝国大学総長・北条時敬の招きで同大学剣道部師範に就任。
晩年も絵画を好み、しばしば養女の浅野サタ子をともなってスケッチにでかけた。

## 親族
甲田家は元治郎の弟の陸三郎が継いだ。その長男甲田栄祐も機織職人となり、昭和31年（1956年）に重要無形文化財「精好仙台平」の保持者（人間国宝）に認定された。栄祐は元治郎から一刀正伝無刀流を学び免許皆伝を授けられている。